# Halls
Pour les articles homonymes, voir Halls (homonymie).

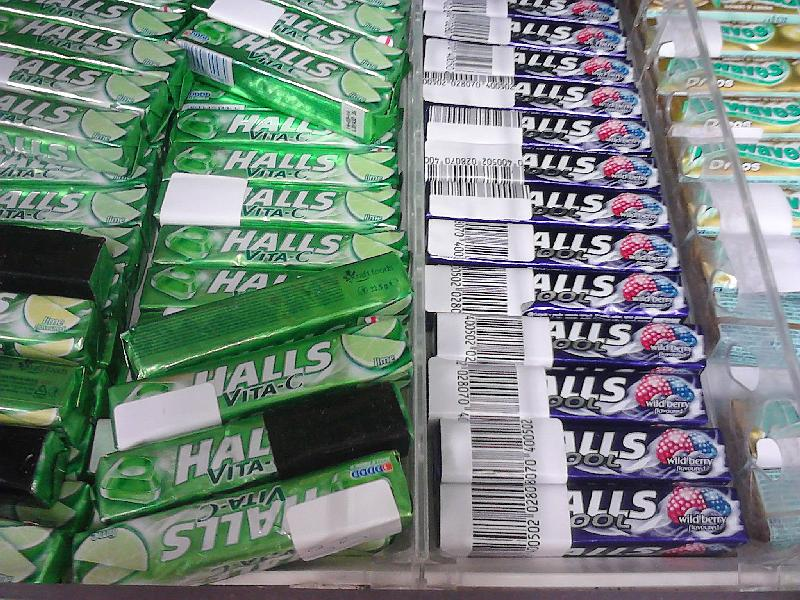
Des étuis de bonbon Halls.

Halls est une marque anglaise de pastilles et de bonbons appartenant au groupe américain Mondelez International (issu d'une scission de l'américain Kraft Foods). Présente dans 25 pays, c'est la marque de bonbon la plus vendue au monde. Elle représente à elle seule plus de la moitié des ventes mondiales de pastilles.

## Histoire
En 1893, les frères Thomas Harold et Norman Smith Hall créent leur entreprise à Whitefield, près de Manchester. Ils vendent alors des savons et de la confiture. Les premiers bonbons Halls sont lancés en Angleterre dans les années 1930. 
La marque est rachetée par Warner-Lambert en 1964, puis par Pfizer en 2000 (avec l'intégralité du portefeuille Adams, dont les chewing-gums Trident (en)). Deux ans plus tard, l'ensemble est repris par Cadbury, lui-même racheté par Kraft Foods en 2010.

## Commercialisation
Dans certaines parties du monde, les pastilles Halls sont vendues non comme des bonbons, mais comme des pastilles pour la toux (le fabricant les décrit comme pouvant réduire la toux et anesthésier localement la gorge). Ailleurs (Brésil, Argentine, Philippines,...), elles sont au contraire vendues comme de simples confiseries, sans aucune référence à leurs propriétés pharmaceutiques.
Les pastilles Halls ont été lancées en 2007 sur le marché français.